# Stockbridge (Hampshire)
Stockbridge es una parroquia civil situada en el municipio de Test Valley, en Hampshire, Inglaterra (Reino Unido). Según el censo de 2021, tiene una población de 580 habitantes.
Está ubicada cerca de la ciudad de Winchester y de la costa del canal de la Mancha y al suroeste de Londres.